# فحص العافية

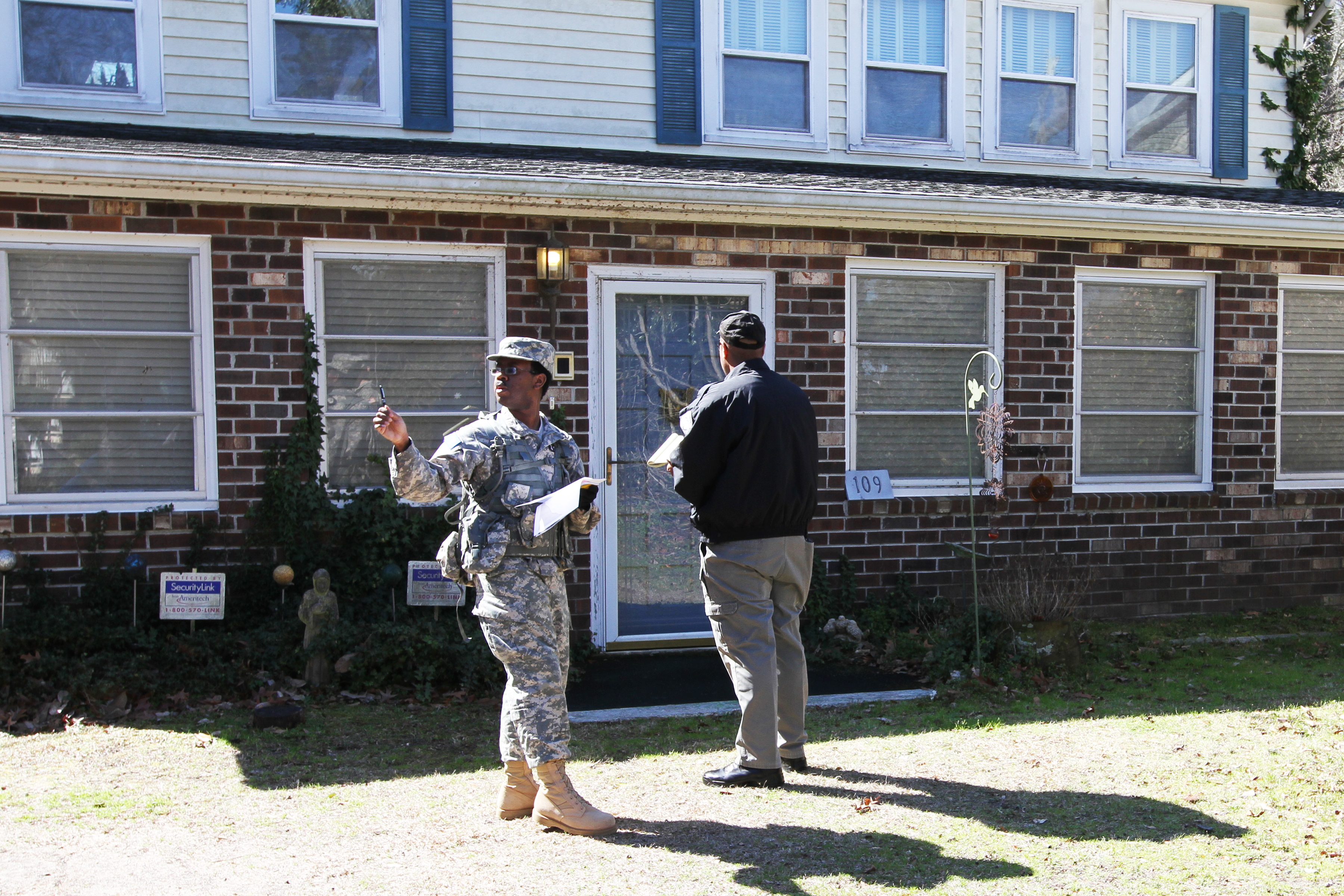
الحرس الوطني لولاية كارولينا الجنوبية يجري فحوصات صحية على المواطنين المحليين.

فحص العافية (المعروف أيضًا باسم فحص الرعاية الاجتماعية أو فحص السلامة والصحة) هو مصطلح عامي لزيارة شخصية من شخص واحد أو أكثر، عادةً من قبل ضباط إنفاذ القانون أو السلامة العامة، والتي يتم إجراؤها استجابة للمخاوف التي أثيرت بشأن رفاهية الشخص.

## أسباب إجراء فحوصات العافية
قد يتم إجراء فحص العافية إذا توقف أحد أحباء الشخص عن الاستجابة، أو إذا كان شخص لديه ميول انتحارية يتصرف بشكل مريب، أو إذا انحرف شخص ما عن الخطط العادية بطريقة مثيرة للقلق. على سبيل المثال، قد يطلب أحد أفراد الأسرة من جهات إنفاذ القانون إجراء فحص العافية للتأكد من سلامة أحد الأحباء المسنين، أو قد يحدث استجابة لتقارير من المارة المعنيين بالاشتباه في العنف المنزلي أو تعاطي المخدرات.

## حسب البلد
كندا
في كندا، بالإضافة إلى تزويد الشخص الذي طلب الفحص بالمعلومات، تُدرج أوصاف ما حدث خلال هذه الفحوصات الصحية، بالإضافة إلى تفاصيل المنطقة المحيطة، في تقرير سلوك الشخص المعني/استجابة الضابط. ويُستخدم هذا التقرير غالبًا في تطوير السياسات الكندية.
للاستجابة لمكالمات الصحة والسلامة، يجب أن يكون الضباط مدربين تدريبًا مناسبًا وشاملًا على أي مهمة قد تحدث أثناء فحص الصحة والسلامة. على سبيل المثال، يجب أن يكونوا على دراية كاملة بالعلامات الصحية المقلقة المتعلقة بالاعتلال البدني والنفسي. يضمن هذا التدريب تنفيذ جميع طلبات وعمليات فحص الصحة والسلامة بطريقة موحدة، حيث يجب على الضباط دائمًا اتباع البروتوكول المباشر. يتم توفير تدريب مكثف على الأمراض العقلية للضباط عبر الإنترنت من خلال برنامج يسمى تدريب التدخل في الأزمات وتهدئة الأوضاع. هذا التدريب إلزامي لجميع الضباط.
المملكة المتحدة
في المملكة المتحدة، بعد طلب إجراء فحص "آمن وبصحة جيدة"، يُطلب من ضباط الشرطة تحديد موقع الشخص، وطلب التقييم الطبي عند الضرورة، وإبلاغ من طلب الفحص بنتائجهم. وعند إجراء مثل هذا الفحص، يُسمح للشرطة قانونًا بتفتيش ممتلكات الشخص إذا لم يكن هناك رد بعد طرق بابه.
الولايات المتحدة
في الولايات المتحدة، إذا اعتقد ضابط إنفاذ القانون بشكل معقول أن شخصًا ما داخل مسكن معرض لخطر مباشر أو يحتاج إلى مساعدة عاجلة، ولم يتلق أي رد أثناء فحص العافية بعد طرق باب الشخص، فإنه يكون قادرًا قانونيًا على دخول المسكن دون أمر قضائي.
وفقًا لدراسة أجرتها كلية جونز هوبكنز بلومبرج للصحة العامة في مارس 2024، "كانت مكالمات الشرطة للاطمئنان على سلامة الأفراد أكثر عرضة بنسبة 74% للتسبب بإصابات مميتة مقارنةً باستجابات الشرطة لحادثة أُطلق فيها النار بالفعل. ويشمل ذلك فحوصات السلامة التي لم تتضمن صراحةً تهديدات أو أذىً قبل المواجهة مع الشرطة."

## الأحداث البارزة
في عام 2018، نشر الممثل الكوميدي الأمريكي بيت ديفيدسون رسالة على حسابه على إنستغرام أثارت قلق متابعيه بشأن صحته النفسية. أجرت شرطة نيويورك فحصًا صحيًا لديفيدسون.
في عام 2018 أيضًا، قُتلت الممثلة فانيسا ماركيز برصاص الشرطة أثناء فحص صحي طلبه أحد الجيران؛ حيث كانت تعاني من ضائقة نفسية، فتقدمت نحوهم بنسخة طبق الأصل من مسدس، وتوسلت إليهم أن يقتلوها.
في أكتوبر 2024، تم العثور على عالم الكمبيوتر وارد كريستنسن، مخترع لوحة الإعلانات الإلكترونية، ميتًا في منزله بسبب نوبة قلبية بعد أن طلب أصدقاؤه إجراء فحص صحي.
في نوفمبر 2024، عثرت الشرطة على سوشير بالاجي، المبلغ عن مخالفات ‏ أوبن أيه آي البالغ من العمر 26 عامًا، ميتًا في شقته في سان فرانسيسكو، كاليفورنيا، الولايات المتحدة، عندما وصلوا إلى هناك لإجراء فحص السلامة.
في فبراير 2025، عُثر على الممثل الأمريكي جين هاكمان وزوجته بيتسي أراكاوا وأحد كلابهما الثلاثة ميتين في منزلهم في سانتا فيه، نيو مكسيكو، بعد فحص الرعاية الاجتماعية. ويجري التحقيق في ملابسات وفاتهم.